# John Mayow
John Mayow (24 de mayo de 1640 - octubre de 1679) fue un médico, químico y fisiólogo británico, miembro de la Royal Society.

## Biografía
Se dice que nació en Brae, Morval. Que fue Bautizado el 21 de diciembre de 1641 y sepultado en Londres el 18 de octubre de 1679, a poco de cumplir los 38 años.
El 2 de julio de 1658 fue matriculado como John Mayouwe en el Wadhem College, en Oxford; en 1660 por recomendación de Henry Coventry, fue elegido miembro del All Souls College.
Estudió leyes y terminó su bachillerato en dicha profesión en mayo de 1665 e hizo un doctorado que terminó en julio de 1670, a la edad de 28 años.
Mayow llegó a ser un miembro importante dentro de la Royal Society, en 1678 (postulando el 7 de febrero de 1678 y electo el 30 de noviembre de 1678, con 27 votos a favor y 1 en contra), luego de ser un conocido estudioso de la física. 
Aún no hay datos sobre sus estudios en medicina, pero se sabe que fue registrado en la Royal Society como doctor. 
Se ha supuesto que fue alumno de Willis y que entró en contacto con él a través de su asistente; Dejó Oxford en 1666. En 1675 sucedió a Sedleian Willis como profesor de filosofía natural; la medicina la práctica en Londres, donde fue nombrado caballero en el año 1680.
Debido a datos sobre la muerte de John, se puede decir que murió poco tiempo después de casarse y que su cuerpo fue sepultado en la iglesia de San Paul en Covent Garden, Londres. 
En los registros, parte de la vida de John es mostrada por otros personajes de la historia, por ejemplo:
Gunther, dijo que Mayow realizó sus experimentos en All Souls College, Oxford.
Dixon, decía, que las ideas, los nombres, propuestos por hooke y Mayow eran tan similares que resultaba imposible pensar que trabajaron por separado en forma simultánea, él pensaba que ambos eran discípulos de Boyle y que trabajaban con él en su laboratorio. Se dice que Mayow trabajó con Boyle porque, hay registros, que en sus experimentos ocupó una bomba de aire como de las que tenía Boyle en su laboratorio.
Mayow comenzó sus estudios y su práctica en medicina en Londres y Bath en el año 1670, es posible que haya realizado sus experimentos en All Souls College entre los años 1669 – 1670. En realidad, no se sabe con certeza dónde ni cuándo realizó sus experimentos, pero sí se sabe que no están descritos en su primera publicación en el año 1668; Se deduce que los realizó posterior a eso (alrededor de los años 1670 – 1673).

## Trabajos científicos

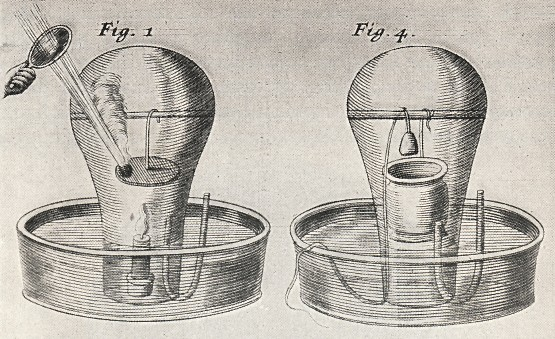
Instrumentos que ocupó Mayow para sus experimentos.

La primera publicación de John Mayow fue de dos extensiones, uno sobre la respiración y el otro sobre el raquitismo, en Oxford en el año 1668. Los otros tres fueron publicados posteriormente, De sal-nitro et spiritu nitro-aéreo, De respiratione foetus in utero et ovo, and De motu musculari et spiritibus animalibus as Tractatus quinque medico-physici.
El libro de Mayow fue descubierto en una antigua biblioteca y ha sido un pilar importante para las investigaciones de otros científicos. Un Documento reeditado con los cinco temas antes nombrados, salió a la luz en el año 1674.
Mayow decía que los experimentos de Robert Boyle han demostrado que algo del aire es necesario para la producción de llamas, se había demostrado que una llama se apaga mucho antes en un vaso que no contiene aire que uno que si contiene, lo que demuestra que la llama se apaga no porque sea estrangulado por su propio hollín, como algunos han supuesto, sino porque es privado de su “alimentación aérea”.
Llegó a pensar que era sólo una parte del aire, la parte más activa y sutil, el llamado "aire-Ígneo".
Llegó a la conclusión de que este componente del aire es absolutamente necesario para la vida, y creía que los pulmones lo extraen de la atmósfera y lo pasan a la sangre. También es necesario, según los estudios, para todos los movimientos musculares, creía que había razones para creer que la contracción repentina de los músculos es producido por su combinación con otros combustibles (Salino-sulfurosas) en el cuerpo, por lo que el corazón, siendo un músculo, deja de latir cuando la respiración se detiene. 
John, en síntesis, ofrece una descripción muy correcta del mecanismo de la respiración con el nombramiento de su "espíritus nitro-aereus," como una entidad independiente que forma parte del aire. Se dio cuenta del papel que desempeña en la combustión y en el aumento del peso de los cales de metales en comparación con los metales mismos (Antoine Lavoisier (1743-1794) y otros más tarde interpretaron esta ganancia en términos de una reacción con un material gaseoso (oxígeno) en el aire.)
También se le atribuye el rechazo a las creencias comunes de su tiempo, como por ejemplo, que el fin de la respiración es enfriar el corazón o ayudar el paso de la sangre desde la derecha hacia el la izquierda, vio en la inspiración un mecanismo para introducir oxígeno al cuerpo, donde se consume para la producción de calor y la actividad muscular.